# نجود علی
نجود علی (عربی: نجود علي؛ زادهٔ ۱ ژانویهٔ ۱۹۹۸) نویسنده اهل یمن است. یکی از شخصیت‌های اصلی جنبش یمن علیه ازدواج اجباری و کودک‌همسری است. در ده سالگی، طلاق گرفت و سنت قبیله ای را زیر پا گذاشت.